# پابلو اینفانته
پابلو اینفانته (انگلیسی: Pablo Infante؛ زادهٔ ۲۰ مارس ۱۹۸۰) بازیکن فوتبال اهل اسپانیا است.
از باشگاه‌هایی که در آن بازی کرده‌است می‌توان به باشگاه فوتبال پومفرادینا و باشگاه فوتبال میراندس اشاره کرد.